# Gastroboletus
Gastroboletus Lohwag – rodzaj grzybów należący do rodziny borowikowatych (Boletaceae). W Polsce brak przedstawicieli tego rodzaju.

## Charakterystyka
Zbliżone są budową do grzybów borowikopodobnych, różnią się od nich jednak hymenoforem, który chociaż wyraźnie rurkowaty, jest
rozwinięty w taki sposób, aby uniemożliwić osadzanie zarodników. „Rurki” często nie są zorientowane pionowo i mogą być pokryte dobrze rozwiniętą, trwałą błoną perydialną lub
zablokowane przez wyrostki strzępek. Nigdy nie zaobserwowano osadzanie się zarodników u żadnego z tych grzybów ani na sąsiednim podłożu, ani na wewnętrznej powierzchni błony perydialnej. Z tego powodu zalicza się je do grupy grzybów sekotioidalnych będących pośrednim ogniwem ewolucyjnym między grzybami o owocnikach otwartych (Hymenomycetes) a grzybami o owocnikach zamkniętych (wnętrzniakami).
Większość, jeśli nie wszystkie gatunki Gastroboletus prawdopodobnie tworzą mykoryzy z drzewami iglastymi. Wyjątkiem od tej ostatniej cechy jest G. scabrosus, który występuje pod drzewami liściastymi dębowo-orzechowym.

## Systematyka
Pozycja w klasyfikacji według Index Fungorum: Cyanoboletus, Boletaceae, Boletales, Agaricomycetidae, Agaricomycetes, Agaricomycotina, Basidiomycota, Fungi.
Takson utworzył w 1926 r. Heinrich Lohwag. Niektóre gatunki:
- Gastroboletus amyloideus Thiers 1969
- Gastroboletus brunneus Thiers 1989
- Gastroboletus turbinatus (Snell) A.H. Sm. & Singer 1959
- Gastroboletus vividus Trappe & Castellano 2000

Wykaz gatunków i nazwy naukowe na podstawie Index Fungorum.